# Rachel Petladwala
Rachel Petladwala est une actrice britannique née le 21 juillet 1993 à Londres. Elle est surtout connue pour avoir joué le rôle de Rose Gupta dans la série M.I. High.